# Tours de Trango
Les Tours de Trango sont un ensemble de montagnes monolithiques qui s'élèvent dans le ciel du Karakoram au Pakistan et qui sont considérées comme étant les plus belles tours de granite au monde et comptent parmi les plus difficiles big wall existants à cause de la haute altitude et de la difficulté d'escalade. C'est sans doute la plus forte concentration mondiale de hauts sommets.

## Toponymie
En langage balti (langue sino-tibétaines), Trango signifie « parc à moutons » et viendrait d'un ancien bivouac de bergers naguère installé au pied du massif.

## Géographie

### Situation
Les Tours de Trango se trouvent dans les Territoires du Nord du Pakistan, dans la région du Gilgit-Baltistan (territoire contesté par l'Inde). Elles sont situées dans la chaîne montagneuse du Karakoram (point culminant : le K2 à 8 611 m), dans la partie du Baltoro Muztagh, et sont enserrées par le glacier de Trango à l'ouest, le glacier Dunge à l'est et l'imposant glacier du Baltoro au sud.
La « cathédrale » dominant le col de Muztagh est séparée du « château » par le glacier Dunge. Plus à l'est on trouve le Lobsang Group et à l'ouest le Paiju Group.

### Topographie
L'ensemble des Tours de Trango est composé de plusieurs groupes appelés « le château » (the castle) culminant à 5 723 mètres d'altitude, les « cathédrales » (the cathedrales spires ou cathédrale de Thumno) à 5 866 mètres, et la tour sans nom (the nameless tower ou Tour de Trango) point le plus haut et sans doute la plus haute tour rocheuse du monde avec 6 251 mètres d'altitude et la plus difficile à escalader parmi les sommets de plus de 6 000 mètres. Les parois les plus hautes des tours font de 1 500 m à 2 000 m de dénivelé.

## Ascensions
En raison de la combinaison de plusieurs paramètres, le froid et le climat, la rareté de l'oxygène due à l'altitude, la verticalité ainsi que la difficulté technique de toutes les voies, les Tours de Trango sont considérées par les grimpeurs comme étant parmi les sommets les plus difficiles à conquérir.
Le 21 juillet 1977, la première ascension de la grande tour de Trango a été réalisée par John Roskelley, Galen Rowell, Dennis Hennek, Kim Schmitz et Jim Morrissey,.
La première ascension de la tour sans nom de Trango, par son pilier ouest, est effectuée en 1987 par les Français Patrick Delale et Michel Fauquet et les Suisses Michel Piola et Stéphane Schaffter. Michel Fauquet effectue un décollage sous le sommet en parapente.
La première ascension en libre d'Eternal Flame (7c+) a été réalisée par Alexander Huber et Thomas Huber.

## Ski
La première descente à skis a été réalisée par la face ouest le 9 mai 2024 par Chantel Astorga, Christina Lustenberger et Jim Morrison.

## BASE jump
Les tours sont aussi connues comme un site de BASE jump. Le premier saut a été effectué le 26 août 1992 par les Australiens Nic Feteris et Glenn Singleman. Leur sortie était à 5 955 mètres sur la face nord-est, établissant ainsi un nouveau record d'altitude. Sam Beaugey réalise un saut dans le film Azazel.